# 2. symfoni (Mahler)
2. symfoni i c-mol af Gustav Mahler kaldet "Auferstehung" (Efter tekst af Klopstock). Skrevet mellem 1888 og 1894, revideret 1903.
Symfonien har fem satser:
1. Allegro maestoso. Mit durchaus ernstem und feierlichem Ausdruck
2. Andante moderato. Sehr gemächlich. Nie eilen
3. In ruhig fließender Bewegung
4. Sehr feierlich, aber schlicht
5. Im tempo des Scherzo's. Wild herausfahrend.

## Om symfonien
Gustav Mahlers 2. symfoni er et værk af gigantiske dimensioner både hvad angår størrelsen på orkesteret og i spilletid (ca. 85 minutter).

## Tekster
Symfonien indeholder sang. Teksten er gengivet nedenfor:

### Fra fjerde sats: Urlicht
Fra Des Knaben Wunderhorn
O Röschen rot!
Der Mensch liegt in größter Not!
Der Mensch liegt in größter Pein!
Je lieber möcht ich im Himmel sein.
Da kam ich auf einen breiten Weg;
da kam ein Engelein und wollt' mich abweisen.
Ach nein! Ich ließ mich nicht abweisen!
Ich bin von Gott und will wieder zu Gott!
Der liebe Gott wird mir ein Lichtchen geben,
wird leuchten mir bis an das ewig selig Leben!

### Fra femte sats: Auferstehung
Friedrich Gottlieb Klopstock / Gustav Mahler
Første vers fra Klopstock, resten Mahler.
Auferstehn, ja auferstehn wirst du,
mein Staub, nach kurzer Ruh'!
Unsterblich Leben
wird, der dich rief, dir geben!
Wieder aufzublühn wirst du gesät!
Der Herr der Ernte geht
und sammelt Garben
uns ein, die starben!
O glaube, mein Herz, o glaube:
Es geht dir nichts verloren!
Dein ist, ja dein, was du gesehnt!
Dein, was du geliebt, was du gestritten!
O glaube: Du wardst nicht umsonst geboren!
Hast nicht umsonst gelebt, gelitten!
Was entstanden ist, das muß vergehen!
Was vergangen, auferstehen!
Hör auf zu beben!
Bereite dich zu leben!
O Schmerz! Du Alldurchdringer!
Dir bin ich entrungen!
O Tod! Du Allbezwinger!
Nun bist du bezwungen!
Mit Flügeln, die ich mir errungen,
in heißem Liebesstreben,
werd' ich entschweben
zum Licht, zu dem kein Aug' gedrungen!
Sterben werd' ich, um zu leben!
Auferstehn, ja auferstehn wirst du,
mein Herz, in einem Nu!
Was du geschlagen,
zu Gott wird es dich tragen!

## Orkestrering
Mahler var dirigent og havde et intimt kendskab til orkesteret og dets muligheder. I visse af symfonierne (ikke mindst den 2. symfoni) er orkesteret så stort at ikke en hvilken som helst koncertsal er i stand til at arrangere en opførelse.

### Mahlers forslag tilorkestreringen
Iinstrumenterne i parentes indikerer at musikerne spiller flere instrumenter; "3 klarinetter (1 basklarinet)" betyder f.eks. at en af klarinetisterne i visse passager skifter til en basklarinet .
- 4 fløjter (4 piccolofløjter)
- 4 oboer (2 engelskhorn)
- 3 klarinetter (1 basklarinet)
- 2 Es-klarinetter
- 4 fagotter (2 kontrafagot)
- 10 horn (4 off-stage)
- 10 trompeter (4 off-stage)
- 4 basuner
- 1 tuba
- 2 sæt pauker
- Slagtøj
  - Stortromme
  - Bækner
  - 2 tam tam (høj og lav)
  - Triangel
  - Lilletromme
  - Klokkespil
  - Klokker
- 2 harper
- Orgel
- Strygere (så mange som muligt)
- Solo sopran (4. og 5. sats)
- Solo alt (5. sats)
- Kor (5. sats)